# شیوارووو
شیوارووو (به بلغاری: Shivarovo) یک منطقهٔ مسکونی در بلغارستان است که در Ruen واقع شده‌است.